# Munkegrib
Munkegribben (Aegypius monachus) er en rovfugl i høgefamilien. Det er Europas største rovfugl med et vingefang på op til 295 centimeter. Den er udbredt i Sydeuropa og Lilleasien og videre gennem Kaukasus i et bredt bælte til Kina. Den lever især af ådsler som den finder ved at kredse på ubevægelige vinger. Munkegrib er den eneste art i slægten Aegypius.

## Beskrivelse
Munkegribben har meget lange og meget brede vinger, et karakteristisk lille hoved og en meget kort hale, der er kortere end den halve vingebredde.
Den er normalt tavs.

## Rødliste
Munkegribben er i den internationale rødliste angivet som næsten truet. Der ses en igangværende tilbagegang i artens asiatiske kerneområder. I Europa er bestanden dog stigende.